# Torhamns distrikt
Torhamns distrikt är ett distrikt i Karlskrona kommun och Blekinge län. 
Distriktet ligger öster om Karlskrona. 

## Tidigare administrativ tillhörighet
Distriktet inrättades 2016 och utgörs av socknen Torhamn i Karlskrona kommun.
Området motsvarar den omfattning Torhamns församling hade vid årsskiftet 1999/2000.